# Euproctis arfaki
Euproctis arfaki är en fjärilsart som beskrevs av George Thomas Bethune-Baker 1910. Euproctis arfaki ingår i släktet Euproctis och familjen tofsspinnare. Inga underarter finns listade i Catalogue of Life.